# Pot-pourri (musique)
Pour les articles homonymes, voir Pot-pourri et Medley.
En musique, un pot-pourri, également désigné par l'anglicisme medley, est un morceau composé à partir de brefs extraits de différents morceaux existants, habituellement deux à trois, joués l'un après l'autre et parfois enchaînés. Ce procédé est employé surtout dans la musique populaire. Les morceaux ainsi enchaînés sont souvent issus d'un même artiste, d'une même œuvre (notamment d’opéra), d'une même année ou d'un même courant musical.
Lorsque les morceaux sont mixés, on utilise également le terme anglais megamix. Ce procédé est surtout employé en musique électronique.

## Origine
Le terme provient du pot dans lequel étaient conservés divers épices et légumes. Le sens est réutilisé pour être appliqué à une composition musicale constituée de mélodies de sources préexistantes.

## AuxXVIIeetXVIIIesiècles
Aux XVIIe et XVIIIe siècles, le medley est en Angleterre un genre qui rassemble diverses mélodies de chansons célèbres. Parfois sans ordres définis, d'autres fois sous forme de variations, comme dans l'œuvre de William Byrd, A Medley, extrait du Fitzwilliam Virginal Book, et plus rarement sous forme de basse obstinée. Au XVIIIe siècle on trouve la Medley Overture qui mélange mélodies instrumentales et vocales, tant savantes que populaires, comme celle de Richard Charke (en), Six Medley or Overtures in Seven Parts (1763).
À partir du XVIIIe siècle, le terme peut désigner quatre genres ou pratiques éditoriales différentes :
1. une succession de chansons théâtrales, dotées d'une même thématique
2. une collection de danses instrumentales, comme le recueil Pot-Pourry français de l'éditeur Bouïn[4]
3. une publication inédite de divers auteurs (chez Breitkopf)[4]
4. à la fin du siècle, un assemblage de diverses pièces, ou d'airs d'opéras, souvent avec thème et variations : Potpourri brillant sur les motifs les plus favoris de l'opéra « Faust » de Spohr, op. 218, Diabelli, Potpourri tiré des œuvres de Beethoven et Daniel Steibelt.

Ces pots-pourris annoncent la vague des transcriptions, fantaisies et autres bouquets constitués d'airs et ouvertures d'opéras comme Franz Liszt le fait au XIXe siècle et Josef Gelinek avec Potpourri tiré des airs Zauberflöte, Domjuan et Figaro. Le pot-pourri prend aussi la forme de montages musicaux pour orchestre tour à tour spectaculaires, chronologiques ou même alphabétique (ABC-Potpourri de Karel Komzák).
Dans sa forme fantaisie, citons la Fantasia da camera super Carmen qui est la sixième des sonatines pour piano (1920) de Busoni ou la Carmen Suite de Rodion Chtchedrine, un ballet pour cordes et percussion.
Paul Hindemith insère un Petit Potpourri dans son Kammermusik n° 2 (1924) et Hans Werner Henze, laisse Eine kleine Potpourri (2000), pour flûte, vibraphone, harpe et piano, emprunté à son opéra Boulevard Solitude (composé en 1951). En trois mouvements, l'œuvre se termine par un Perpetuum mobile.

## Utilisations connues
Les jeux Super Smash Bros. utilisent notamment ce procédé pour certaines musiques de niveaux.